# Irina Sidorkova

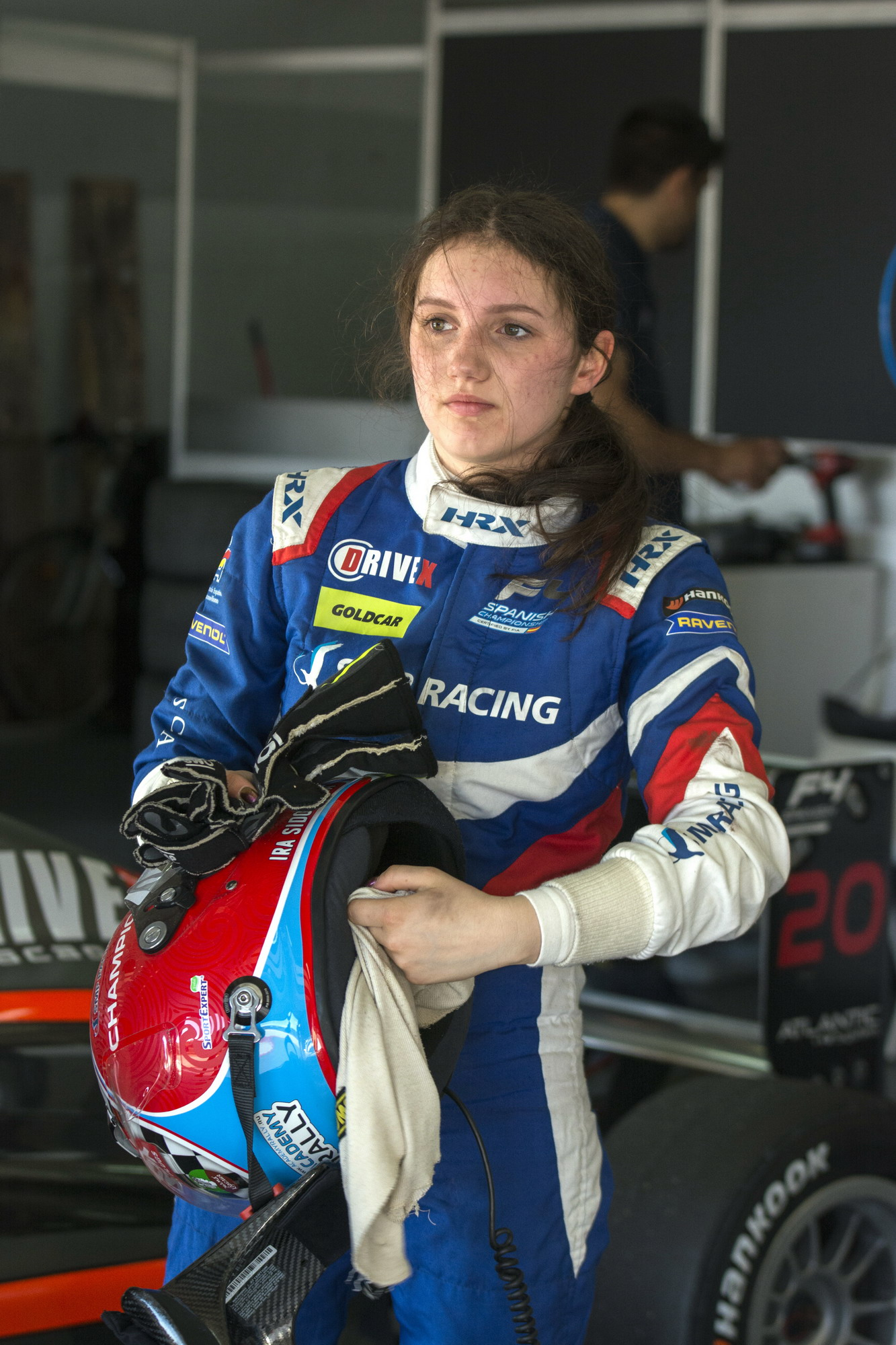
Irina Sidorkova in 2019.

Irina Antonovna Sidorkova (Russisch: Ирина Антоновна Сидоркова) (Petrozavodsk, 27 juni 2003) is een Russisch autocoureur. 

## Autosportcarrière
Sidorkova begon haar autosportcarrière in het karting op zesjarige leeftijd nadat zij de film Cars had gezien. Zij nam vooral deel aan kampioenschappen in het noorden van Rusland en in de Baltische staten, waarbij zij in 2012 een Estisch kampioenschap won. Op elfjarige leeftijd kwam zij uit in rally- en toerwagenkampioenschappen en op dertienjarige leeftijd kwam zij uit in de nationale klasse van de Russian Circuit Racing Series, kansen die allebei mogelijk werden gemaakt door Volkswagen. In 2017 won zij drie races en werd zij tweede in het kampioenschap, voordat zij in 2018 met eveneens drie zeges het kampioenschap op haar naam wist te schrijven. Aan het eind van dat jaar maakte zij haar debuut in het laatste raceweekend van het SMP Formule 4-kampioenschap op het TT-Circuit Assen bij SMP Racing, waar zij alle drie de races als dertiende finishte.
In 2019 nam Sidorkova deel aan zowel het SMP- als het Spaanse Formule 4-kampioenschap, waarin zij uitkwam voor respectievelijk SMP Racing en Drivex School. In het SMP-kampioenschap behaalde zij twee podiumfinishes op de Kazan Ring en het Autodrom Moscow en werd zij met 96 punten zesde in de eindstand. In het Spaanse kampioenschap behaalde zij slechts vier top 10-finishes met een zesde plaats op het Motorland Aragón als hoogtepunt. Met 15 punten werd zij achttiende in het klassement.
In 2020 zou Sidorkova uitkomen in de W Series, een kampioenschap waar enkel vrouwen aan deelnemen, maar het seizoen werd afgelast vanwege de coronapandemie. Zij zou de jongste coureur zijn die zou uitkomen in de klasse. In plaats daarvan keerde zij terug naar de Russian Circuit Racing Series, waarin zij ditmaal uitkwam in de Touring Light-klasse. Zij won een race op het NRING Circuit en behaalde nog een andere podiumplaats op het Fort Grozny Autodrom, waardoor zij negende werd in het kampioenschap met 110 punten.
In 2021 begon Sidorkova het seizoen in het Aziatische Formule 3-kampioenschap, waarin zij reed voor het team Evans GP. Zij scoorde echter geen punten en met een twaalfde plaats op het Yas Marina Circuit als beste klassering werd zij 22e in de eindstand. Vervolgens keerde zij terug naar Europa, waar zij dat jaar alsnog haar racedebuut maakt in de W Series.